# Njerep
Le njerep (ou njerup) est une langue bantoïde mambiloïde, probablement disparue, qui était parlée au Cameroun dans la région de l'Adamaoua, en pays mambila, dans le village de Somié (arrondissement de Bankim). Une étude publiée en 2000 montrait que personne ne la maîtrisait plus entièrement alors. Seules cinq personnes étaient en mesure d'en produire des fragments permettant de documenter les recherches, le meilleur connaisseur de la langue étant décédé en 1998. Dans cette dernière phase, les locuteurs ne l'utilisaient plus que pour des salutations, des plaisanteries, des chansons, ou pour partager des secrets.
Selon les éléments disponibles, le njerep fait partie du même groupe que le cambap, le kasabe (ou luo) et le yeni.